# Nukleozid

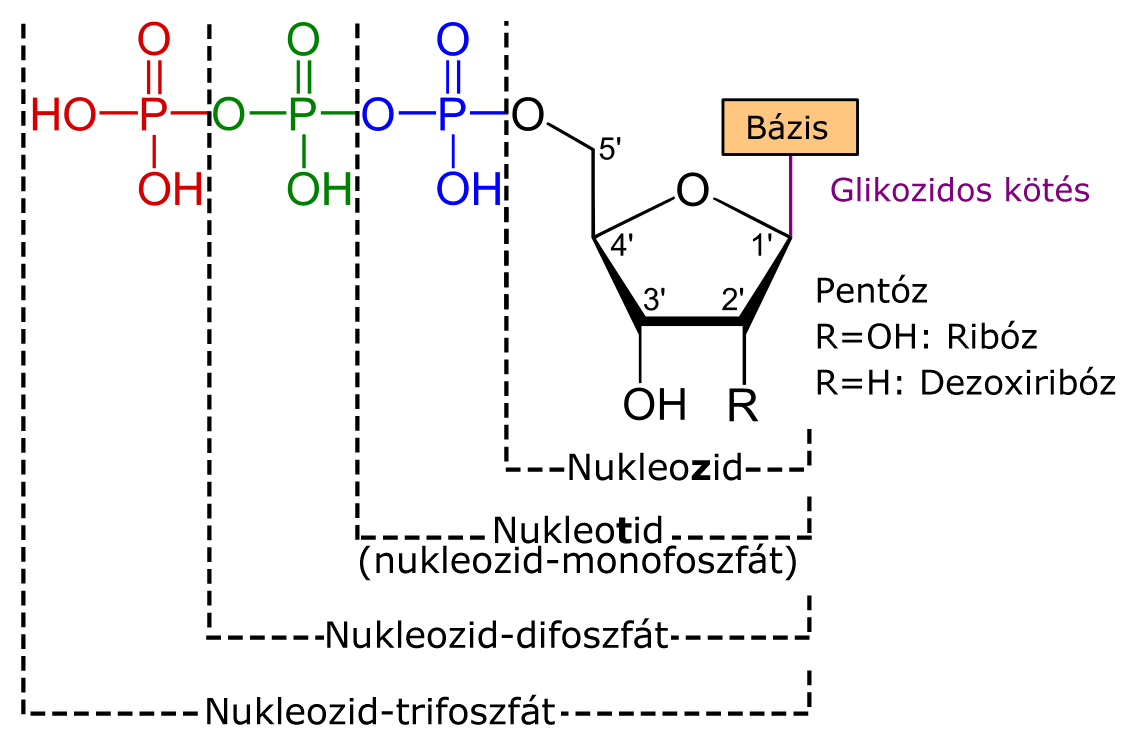
A nukleotidok és nukleozidok felépítése

A nukleozidok glikozilaminok, melyek nukleobázisok ribóz gyűrűkhöz való kapcsolódásukkal jönnek létre. Úgy is lehet tekinteni rájuk, mint foszfátcsoport nélküli nukleotidokra. Csoportjukba tartozik a citidin, az uridin, az adenozin, a guanozin, a timidin és az inozin.

## Működésük
A nukleozidokat specifikus kinázok foszforilálhatják a sejtekben, melyek így nukleotidokká alakulnak.
A nukleinsav anyagcsere második lépésében a nukleotidokat a nukleotidáz enzimek lebontják nukleozidokká. A nukleozidokat a nukleozidázok bontják tovább szerves bázisokká, ribózzá, dezoxiribózzá és foszfátcsoportokká. Emberben ez a folyamat a vékonybélben játszódik le. 